# Szardella
A szardella vagy ajóka (Engraulis australis) a sugarasúszójú halak (Actinopterygii) osztályának heringalakúak (Clupeiformes) rendjébe, ezen belül a szardellafélék (Engraulidae) családjába tartozó faj.

## Előfordulása
A szardella a Csendes-óceán délnyugati részén fordul elő. Elterjedési területe Ausztrália északi részétől Tasmania déli részéig és Új-Zélandig terjed.

## Megjelenése
Ez a halfaj általában 12 centiméter hosszú, de 15 centiméteresre is megnőhet. A szardella igen hasonlít az európai Engraulis encrasicolusra. Elterjedési területén az egyetlen szardellaféle, csak előfordulásának északi határán lehet találkozni Encrasicholina-, Stolephorus- és Thryssa-fajokkal.

## Életmódja
A szardella egyaránt megél a brakkvízben és a nyílt tengeren is. Általában 31-70 méteres mélységben tartózkodik. Nagy rajokban tömörül, és planktonnal táplálkozik. Ez a hal pedig táplálékul szolgál más nagyobb halaknak, delfineknek és madaraknak. Az ivadék a torkolatokban és öblökben él, míg az idősebb példányok télen a nyílt tengerre vándorolnak. Ikrája ellipszis alakú.

## Felhasználása
A szardellát főleg csaléteknek használják fel, de élelmiszerként is fogyasztható.